# Chinese renmuis
De Chinese renmuis (Meriones meridianus)  is een zoogdier uit de familie van de Muridae. De wetenschappelijke naam van de soort werd als Mus meridianus in 1773 gepubliceerd door Peter Simon Pallas.